# Linganore-Bartonsville
Linganore-Bartonsville és una concentració de població designada pel cens dels Estats Units a l'estat de Maryland. Segons el cens del 2000 tenia 12.529 habitants.

## Demografia
Segons el cens del 2000, Linganore-Bartonsville tenia 12.529 habitants, 4.140 habitatges, i 3.456 famílies. La densitat de població era de 300,1 habitants per km².
Dels 4.140 habitatges en un 52,7% hi vivien nens de menys de 18 anys, en un 72,3% hi vivien parelles casades, en un 7,6% dones solteres, i en un 16,5% no eren unitats familiars. En el 12,3% dels habitatges hi vivien persones soles el 2,5% de les quals corresponia a persones de 65 anys o més que vivien soles. El nombre mitjà de persones vivint en cada habitatge era de 3,03 i el nombre mitjà de persones que vivien en cada família era de 3,31.
Per edats la població es repartia de la següent manera: un 34,1% tenia menys de 18 anys, un 4,3% entre 18 i 24, un 39,2% entre 25 i 44, un 17,5% de 45 a 60 i un 5% 65 anys o més.
L'edat mediana era de 33 anys. Per cada 100 dones de 18 o més anys hi havia 96,1 homes.
La renda mediana per habitatge era de 76.842 $ i la renda mediana per família de 80.523 $. Els homes tenien una renda mediana de 56.037 $ mentre que les dones 36.891 $. La renda per capita de la població era de 29.390 $. Entorn de l'1,8% de les famílies i el 2,5% de la població estaven per davall del llindar de pobresa.

## Poblacions més properes
El següent diagrama mostra les poblacions més properes.